# ماثياس ينسن
ماثياس جنسن (مواليد 1 يناير 1996 في زيلاند، الدنمارك - ) هو لاعب كرة قدم دانمركي، يلعب مع نادي برينتفورد في الدوري الإنجليزي الممتاز كلاعب وسط.

## روابط خارجية
- ماثياس جنسن على موقع الاتحاد الدولي (مؤرشف)  (الإنجليزية)
- ماثياس جنسن على موقع الاتحاد الأوربي (الإنجليزية)
- ماثياس جنسن على موقع قاعدة بيانات كرة القدم.إي يو (الإنجليزية)
- ماثياس جنسن على موقع ناشيونال فوتبول تيمز (الإنجليزية)
- ماثياس جنسن على موقع Soccerbase.com (لاعب) (الإنجليزية)
- ماثياس جنسن على موقع Soccerway.com (الإنجليزية)
- ماثياس جنسن على موقع عالم كرة القدم.نت (الإنجليزية)